# Villy-le-Bouveret
 Villy-le-Bouveret  es una población y comuna francesa, en la región de Ródano-Alpes, departamento de Alta Saboya, en el distrito de Saint-Julien-en-Genevois y cantón de Cruseilles.

## Demografía
| 225 | 204 | 180 | 202 | 261 | 396 |
| Para los censos de 1962 a 1999 la población legal corresponde a la población sin duplicidades (Fuente: INSEE [Consultar]) |     |     |     |     |     |